# سلطان‌شاه
رکن‌الدوله سلطان‌شاه، سومین حاکم قاوردی کرمان و فرزند قاورد بود که بعد از مرگ برادر خود، کرمان‌شاه قدرت را به دست گرفت و به مدت ۱۱ سال بر کرمان و مکران حکومت راند‌.
در زمان وی بود که بار دیگر درگیری‌های بین سلجوقیان بزرگ و سلجوقیان کرمان آغاز شد اما سرانجام قرارداد صلحی بین طرفین امضا شد که برای مدت‌ها پایدار ماند.